# Sail-sous-Couzan
Sail-sous-Couzan – miejscowość i gmina we Francji, w regionie Owernia-Rodan-Alpy, w departamencie Loara.
Według danych na rok 1990 gminę zamieszkiwało 1068 osób, a gęstość zaludnienia wynosiła 144 os./km² (wśród 2880 gmin regionu Rodan-Alpy Sail-sous-Couzan plasuje się na 741. miejscu pod względem liczby ludności, natomiast pod względem powierzchni na miejscu 1327.).

## Galeria

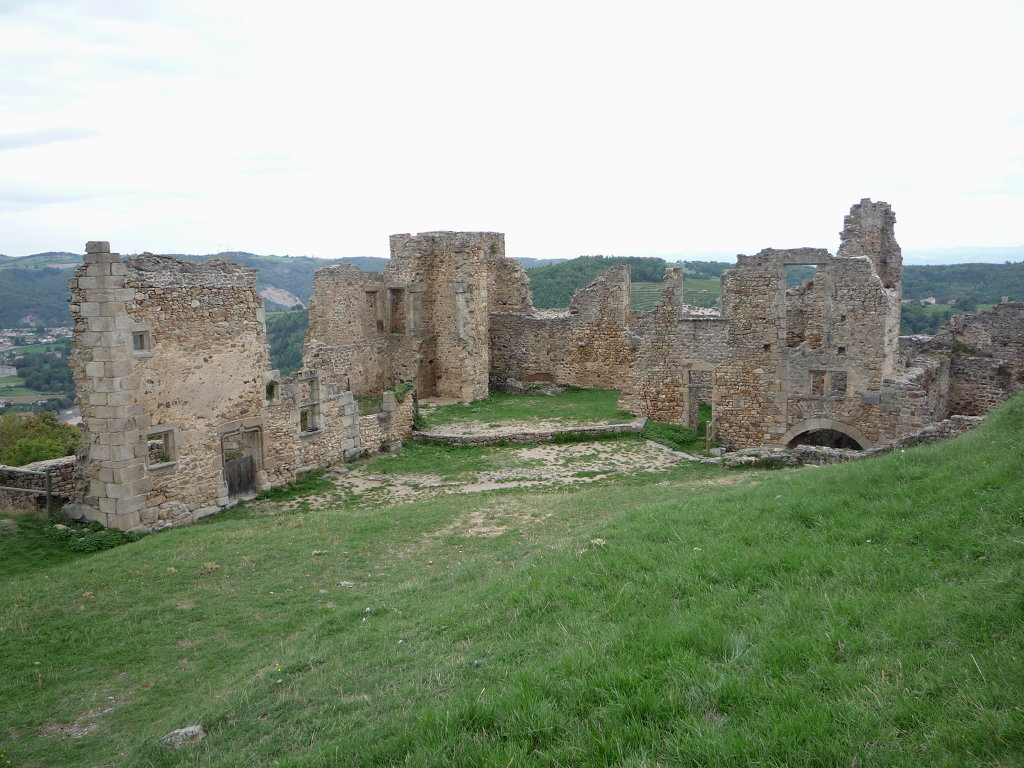
Ruiny zamek w Couzan, 2009
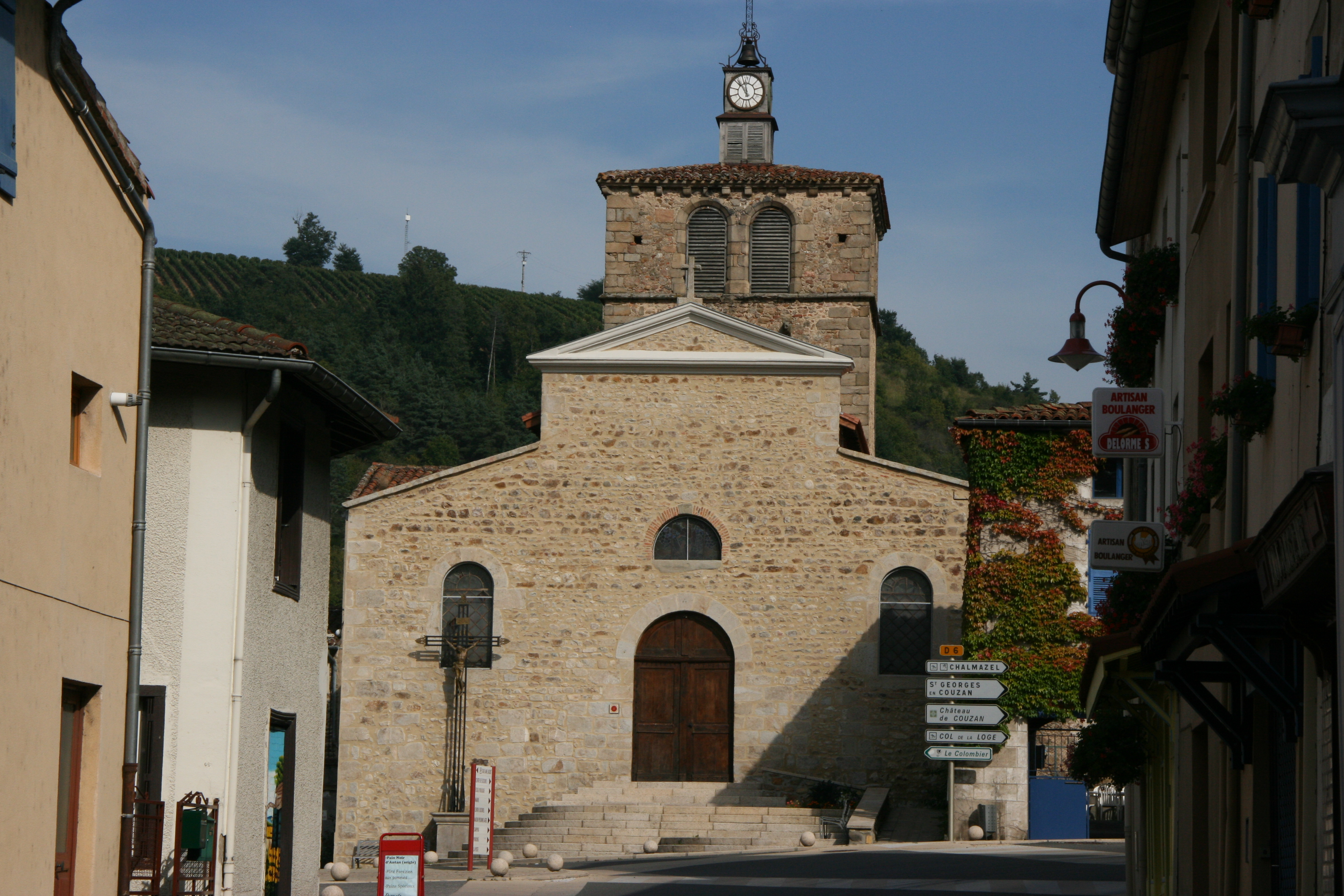
Kościół w Sail, 2008
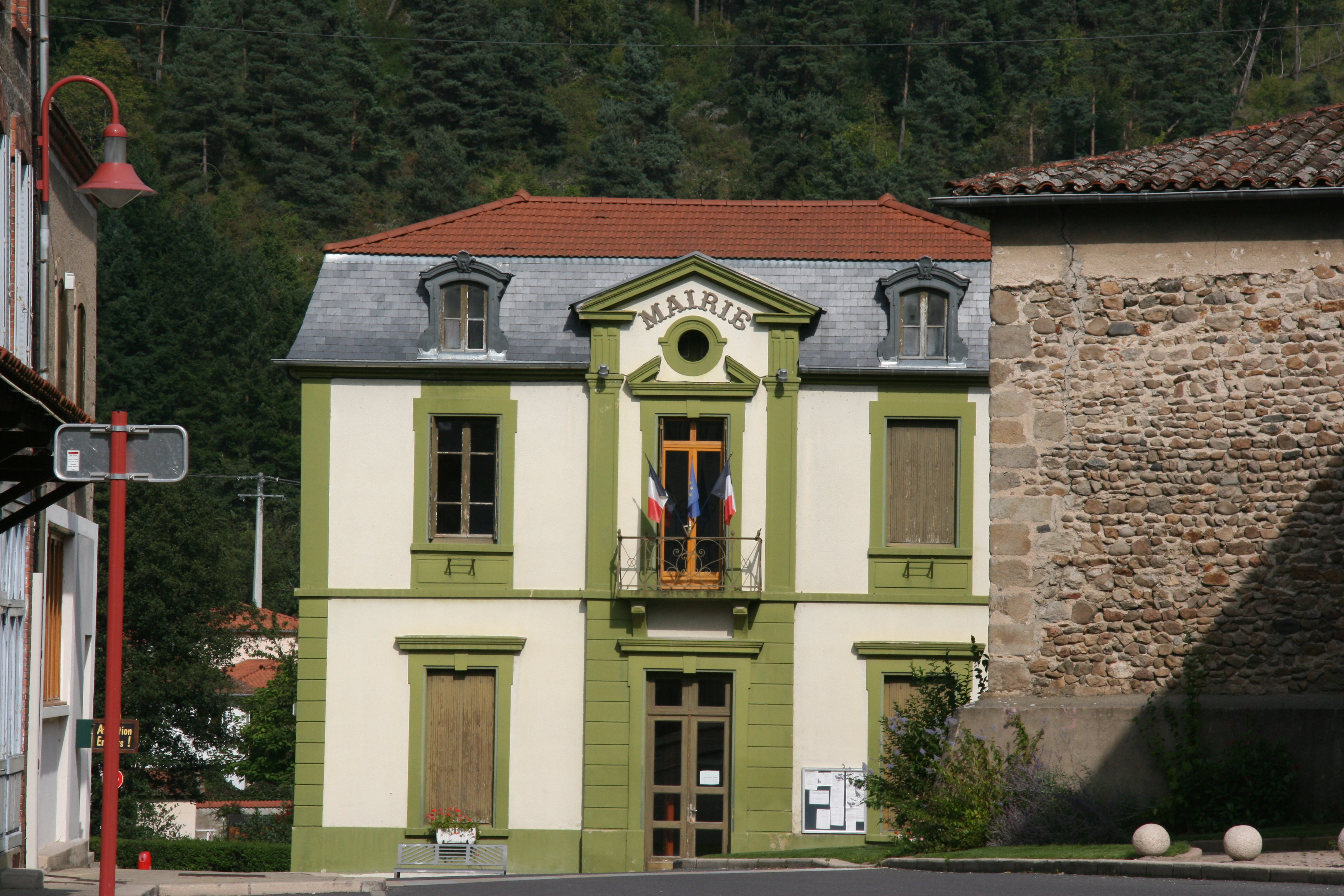
Ratusz w Sail, 2008